# 8656 Купрессус
8656 Купре́ссус (8656 Cupressus) — астероїд головного поясу, відкритий 16 серпня 1990 року.
Тіссеранів параметр щодо Юпітера — 3,266.